# Смит, Керсти
Ке́рсти Смит (англ. Kirsty Smith; род. 6 января 1994, Далкит, Лотиан) — шотландская футболистка. Выступает за женскую команду «Вест Хэм Юнайтед» и женскую сборную Шотландии. Играет на позиции правого или левого крайнего защитника.

## Клубная карьера
Керсти Смит начала карьеру в клубе «Масселборо Уиндзор». В июле 2007 года стала игроком женской команды клуба «Хиберниан». В мае 2018 года отправилась в аренду в английский клуб «Докастер Роверс Беллс», за который провела 1 матч.
27 июня 2018 года стало известно, что Смит вместе с Лиззи Арнот покидают «хибс». Менее чем через месяц обе футболистки подписали контракт с женской командой «Манчестер Юнайтед» перед первым сезоном команды в профессиональном футболе.
Летом 2022 года перешла в «Вест Хэм Юнайтед».

## Карьера в сборной
Выступала за женские сборные Шотландии до 17 и до 19 лет. За главную женскую сборную Шотландии Керсти дебютировала 30 октября 2014 года, сыграв в матче против сборной Нидерландов.